# Kettcar
För musikgruppen Kettcar, se Kettcar (musikgrupp)

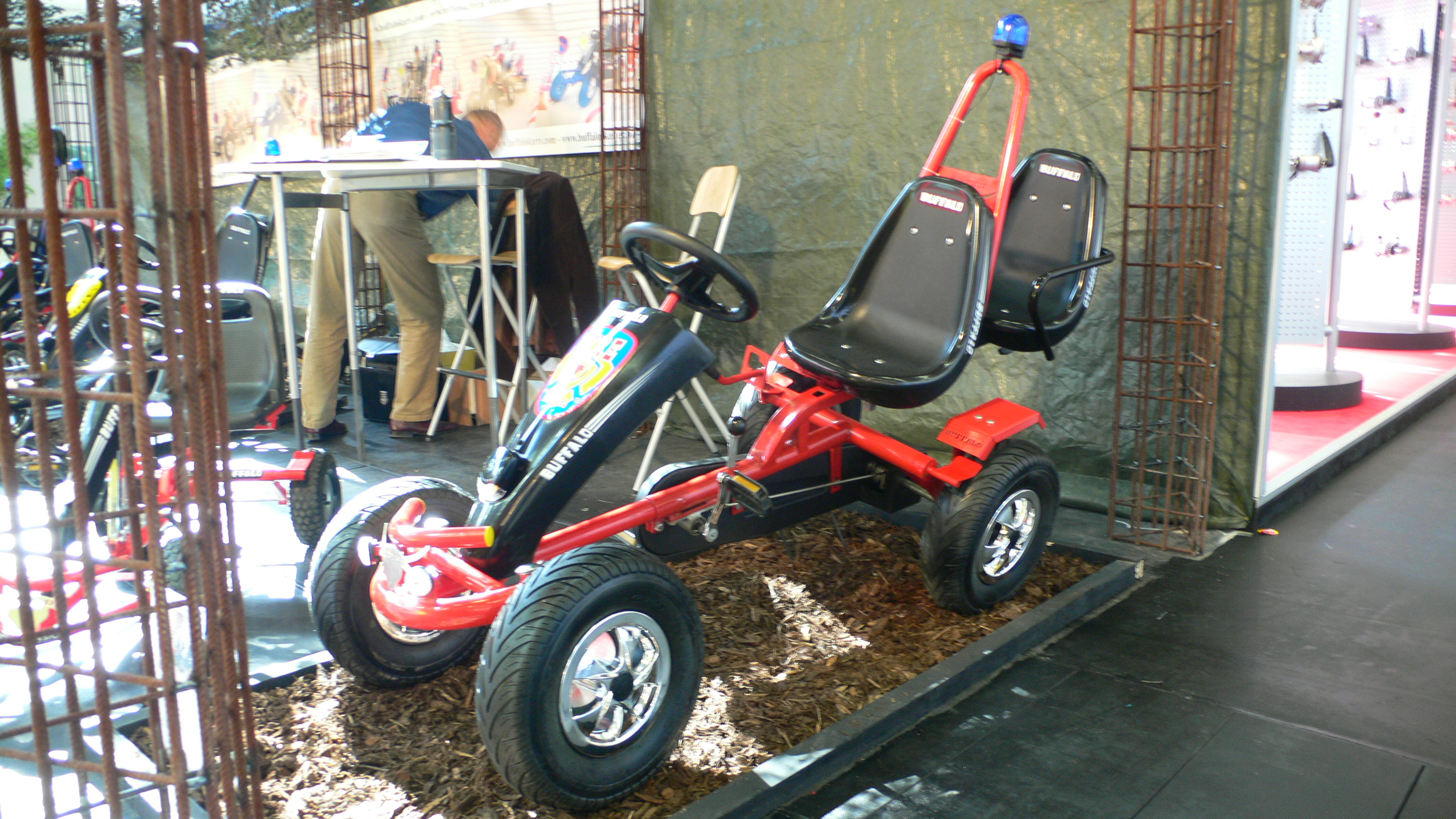
En Kettcar.

Kettcar är en trampbil för barn från den tyska tillverkaren Kettler. Fordonet drivs med hjälp av pedaler som via en kedja driver bakhjulen.  
Kettcar har i tyskan kommit att bli ett varumärkesord som bland annat tagits upp i ordboken Duden. Namnet kommer från Kettler och det engelska ordet för bil, car.